# 1. FC Phönix Lübeck

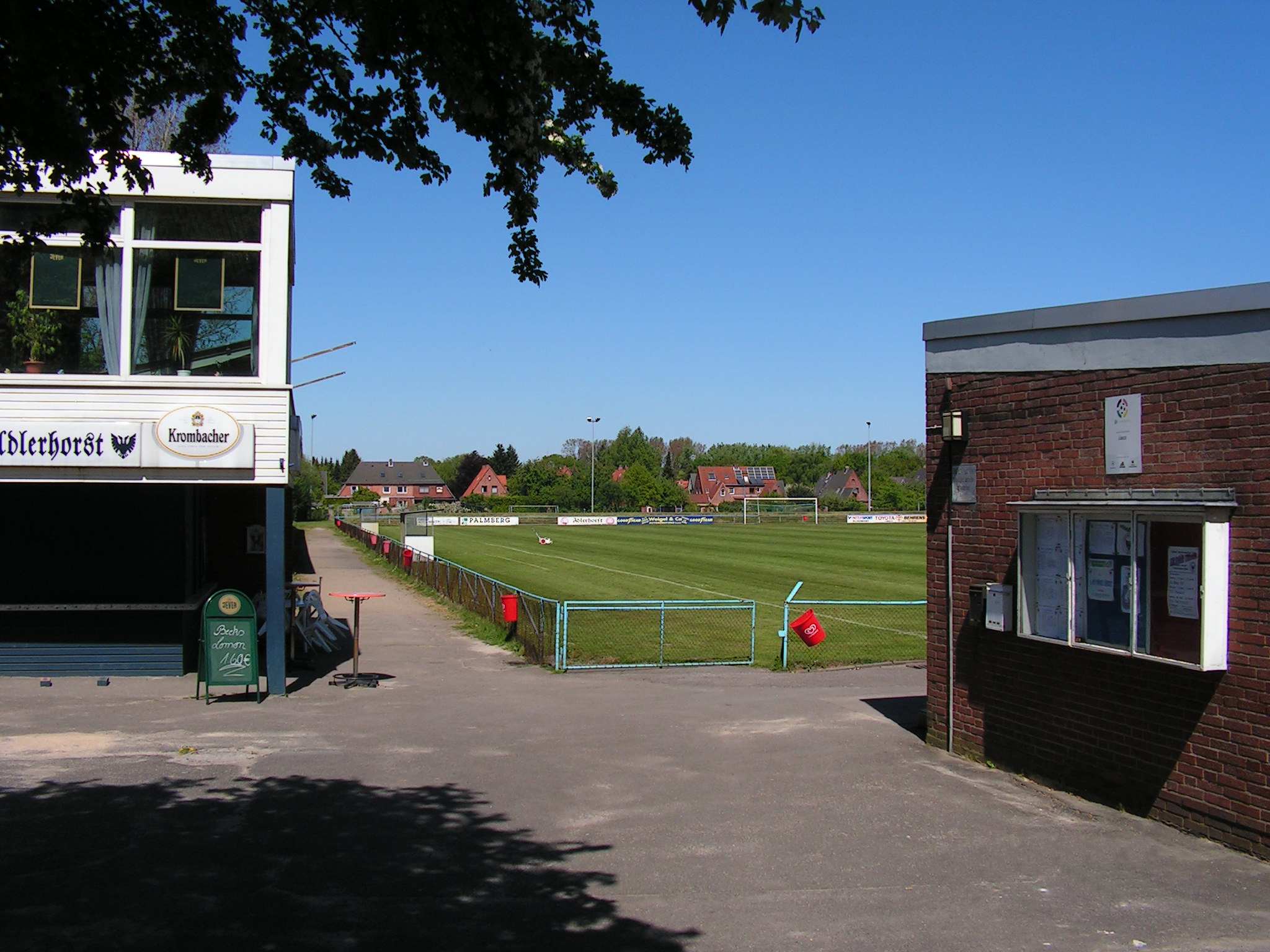
Voetbalveld van 1. FC Phönix Lübeck

1. FC Phönix Lübeck is een Duitse voetbalclub uit Lübeck, Sleeswijk-Holstein. De club speelt in de schaduw van grotere stadsrivaal VfB Lübeck, maar was in het verleden wel succesvol. Van 1905 tot 1943 speelde de club met enkele uitzonderingen altijd op het hoogste niveau. Van 1957 tot 1960 speelde de club nog in de hoogste klasse. Daarna zakte de club weg naar de lagere klassen. Midden jaren negentig zakte de club naar de laagste reeksen.

## Geschiedenis

### Eersteklasser
Op 13 januari 1903 werd de Lübecker Ballspiel Club. De club was actief in zwemmen, gymnastiek en voetbal, bovendien was het de eerste voetbalclub uit Lübeck. De eerste wedstrijd werd op 11 juni 1903 gespeeld tegen FC Hohenzollern Altona en werd met 11-0 verloren.
Op 5 maart 1904 kwam het tot een splitsing in de club en enkele leden richtten Seminar-FC op. In 1905 fusioneerde deze club met FC Hohenzollern Lübeck en werd zo SV 05 Lübeck. In 1907 splitste zich opnieuw een deel van LBC zich af en Seminar FC 07 werd opgericht. Deze club fusioneerde vijf jaar later met Lübecker Turnerschaft.
LBC won het eerste kampioenschap van Lübeck in 1906 en verlengde zijn titel een jaar later. Het volgende seizoen werden de club van Lübeck ingedeeld in de gezamenlijke competitie Lübeck-Kiel. De club werd drie keer op rij vicekampioen achter Holstein Kiel. In 1911 werd de competitie weer gescheiden en de club werd kampioen, maar het was Seminar FC 07 dat afgevaardigd werd voor de Noord-Duitse eindronde. Tijdens de Eerste Wereldoorlog werden de activiteiten gestaakt.
De club werd in 1920 heropgericht als Lübecker BV, de krachten van LBC en SV 05 werden hier gebundeld. De club speelde vanaf 1921 in de competitie Ostkreis die de regio Lübeck-Mecklenburg omvatte. In het eerste seizoen werd de club samen met Schweriner FC 03 eerste en won de beslissende finale met 3-0. Hierdoor plaatste de club zich voor de Noord-Duitse eindronde. In de groepsfase met nog zes andere clubs werd Lübeck laatste. Ook het volgende seizoen plaatste de club zich. Deze keer werd er in bekervorm gespeeld en verloor de club met 1-5 van Union 03 Altona. In 1924 fusioneerde de club met SV Phönix en nam zo de naam Lübecker BV Phönix 03 aan.
Na twee jaar onderbreking werd de club opnieuw kampioen van 1926 tot 1931. In 1926/27 versloeg de club Eintracht Braunschweig in de voorronde van de eindronde en plaatste zich voor de finalegroep. De club werd derde achter Holstein Kiel en Hamburger SV. Het volgende seizoen werd de club door St. Pauli SV 1901 verslagen. In 1929/30 versloeg de club Bremer SV in de eerste voorronde, maar verloor dan van Hamburg in de tweede voorronde. Een jaar later werd FC St. Pauli verslagen, maar hield Holstein Kiel de club uit de groepsfase. In 1931/32 werd de club vicekampioen achter SV Polizei Lübeck, maar mocht wel naar de eindronde, waarin de club laatste werd. Het volgende seizoen slaagde de club er niet in de eindronde te spelen.
In 1933 kwam de Nationaalsocialistische Duitse Arbeiderspartij aan de macht en de overkoepelende voetbalbonden werden ontbonden. De ontelbare hoogste klassen werden vervangen door zestien Gauliga's. De clubs van de Noord-Duitse voetbalbond gingen in de Gauliga Niedersachsen en Gauliga Nordmark spelen. Door de vierde plaats in het voorgaande seizoen plaatste Phönix zich niet voor de Gauliga Nordmark. Na twee seizoenen promoveerde de club en speelde drie seizoenen in de Gauliga, maar eindigde nooit in de top vijf, van de tien clubs. In de Tschammerpokal 1938, de voorloper van de DFB-Pokal, versloeg de club Borussia Dortmund en Arminia Bielefeld. In de achtste finale verloor de club van SpVgg Blau-Weiß Berlin. Na één jaar tweede klasse promoveerde de club weer, maar door het uitbreken van de Tweede Wereldoorlog trok de club zich na enkele speeldagen terug.
Door de oorlog werd de Gauliga verder opgesplitst en in 1942/43 speelde de club nog één seizoen in de Gauliga Schleswig-Holstein.
Na de oorlog speelde de club twee seizoenen in de competitie van Schleswig-Holstein en speelde de eindronde om een ticket in de nieuwe Oberliga Nord, een van de vijf hoogste klassen in West-Duitsland. De club haalde het net niet en werd in de Bezirksliga, de tweede klasse, ingedeeld.

### Tussen eerste en tweede klasse
De Amateurliga Sleeswijk-Holstein, de tweede klasse bestond in seizoen 1947/48 uit drie reeksen, maar het volgende seizoen zou dit één reeks worden en Phönix moest in de top vier eindigen om zich te kwalificeren, wat het uiteindelijk ook deed.
In 1957 werd Phönix vicekampioen achter rivaal VfB Lübeck. Phönix won zijn groep in de met TSV Uetersen, Bremer sV en VfB Oldenburg. Ook VfB promoveerde en zo was het de eerste keer na de oorlog dat er twee clubs uit Lübeck in de hoogste klasse speelden.
De eerste wedstrijd in de Oberliga wird voor 12.000 toeschouwers met 0:3 verloren van Hamburger SV. Aan het einde van het seizoen eindigde de club één punt boven de degradatiezone. Rivaal VfB degradeerde en zo was Phönix voor het eerst in zijn bestaan de enige club uit Lübeck die op het hoogste niveau speelde. Ook het volgende seizoen eindigde de club op dezelfde plaats. In 1959/60 startte de club goed, maar zakte helemaal weg en kon dit seizoen de degradatie niet meer vermijden. Rivaal VfB was inmiddels terug gepromoveerd en eindigde één plaats boven Phönix.

### Tussen tweede en derde klasse
In 1962 maakte de club nog kans op promotie, maar verloor in de eindronde. Na de invoering van de Bundesliga in 1963 en de opheffing van de Oberliga degradeerde de club voor het eerst in zijn bestaan naar de derde klasse. De jeugdafdeling van de ploeg gooide hoge ogen in 1965 door met 4-3 te winnen tegen Werder Bremen en Noord-Duits kampioen te worden. Door de goede jeugdwerking, maar ook door ervaren spelers promoveerde de club in 1967 naar de Regionalliga Nord, de tweede klasse. Hier trof de club opnieuw rivaal VfB die al sinds de invoering van de Regionalliga daar speelde. De club werd meteen zesde en eindigde voor VfB. Ook het volgende seizoen werd de zesde plaats bereikt, maar VfB eindigde dit seizoen hoger. De club kwam hierna in de financiële problemen en in 1971 werd de voetbalafdeling van LBV-Phönix zelfstandig onder de naam 1. FC Phönix. Tot 1974 speelde de club in de tweede klasse. Na dit seizoen werd de club net als elf jaar eerder slachtoffer van de competitiehervorming. De Regionalliga met vijf reeksen werd afgeschaft en vervangen door de 2. Bundesliga die uit twee reeksen bestond.

### Verval naar laagste reeksen
De Oberliga Nord werd heringevoerd, maar was nu nog maar de derde klasse. Door een veertiende plaats degradeerde de club zelfs meteen door naar de vierde klasse. Het aantal toeschouwers liep terug en ook sponsors haakten af, maar in 1978 promoveerde de club een laatste maal naar de derde klasse. De club kwam weer oog in oog te staan met rivaal VfB en won beide derby’s, maar aan het einde van het seizoen werd de club laatste terwijl VfB vierde eindigde. De volgende seizoenen eindigde de club in de middenmoot en pas in 1985/86 werd een goed resultaat behaald toen Phönix derde werd. VfB was inmiddels ook naar de vierde klasse gezakt en in 1987/88 vond een legendarische derby plaats tussen de twee die door VfB gewonnen werd met 7:5. In 1989 degradeerde de club naar de vijfde klasse en speelde in deze tijd vaak wedstrijden voor nog geen honderd toeschouwers.
Het ging van kwaad naar erger de club zakte zelfs naar de zesde klasse. In 1993 promoveerde de club weer en werd zowaar voor het tweede jaar op rij kampioen. De club promoveerde naar de nieuwe Oberliga Hamburg/Sleeswijk-Holstein. Door de herinvoering van de Regionalliga, was de Oberliga echter niet langer de derde maar de vierde klasse. De club deed het vrij goed met een vijfde plaats. Na drie seizoenen Oberliga moest de club weer een stapje terug zetten. De afwezigheid werd tot één seizoen beperkt maar bij de terugkeer werd de club afgetekend laatste met dertien punten achterstand op de voorlaatste.
Door financiële problemen degradeerde de club in 2000 vrijwillig naar de Bezirksliga, de zevende klasse. In 2005 promoveerde Phönix naar de Bezirksoberliga Süd waar de club tot 2008 speelde. In 2017 speelde de club in de nieuw gevormde Landesliga, de zesde hoogste klasse. In 2020 promoveerde de club naar de Regionalliga Nord.

## Eindklasseringen vanaf 1964
| Seizoen | Competitie                                   | Niveau | Eindstand | DFB Pokal | Opmerking |
| ------- | -------------------------------------------- | ------ | --------- | --------- | --- |
| 1963/64 | 1. Amateurliga Schleswig-Holstein            | III    | 8         | --        | |
| 1964/65 | 1. Amateurliga Schleswig-Holstein            | III    | 7         | --        | |
| 1965/66 | 1. Amateurliga Schleswig-Holstein            | III    | 3         | --        | |
| 1966/67 | 1. Amateurliga Schleswig-Holstein            | III    | 1         | --        | 1e in promotiegroep A met Leu Braunschweig, 1. FC Wolfsburg en Langenhorner TSV                                |
| 1967/68 | Regionalliga Nord                            | II     | 6         | --        | |
| 1968/69 | Regionalliga Nord                            | II     | 7         | --        | |
| 1969/70 | Regionalliga Nord                            | II     | 13        | --        | |
| 1970/71 | Regionalliga Nord                            | II     | 13        | --        | |
| 1971/72 | Regionalliga Nord                            | II     | 12        | --        | |
| 1972/73 | Regionalliga Nord                            | II     | 8         | --        | |
| 1973/74 | Regionalliga Nord                            | II     | 19        | --        | |
| 1974/75 | Oberliga Nord                                | III    | 14        | --        | |
| 1975/76 | Landesliga Schleswig-Holstein                | IV     | 4         | --        | winnaar SHFV-Pokal                                                                                             |
| 1976/77 | Landesliga Schleswig-Holstein                | IV     | 3         | 1e ronde  | < Eintracht Bad Kreuznach: 0-2                                                                                 |
| 1977/78 | Landesliga Schleswig-Holstein                | IV     | 1         | --        | 1e in promotiegroep A met VfB Peine, SV/MTV Winsen/Luhe en SV Lurup                                            |
| 1978/79 | Oberliga Nord                                | III    | 18        | --        | |
| 1979/80 | Verbandsliga Schleswig-Holstein              | IV     | 9         | --        | |
| 1980/81 | Verbandsliga Schleswig-Holstein              | IV     | 10        | -         | |
| 1981/82 | Verbandsliga Schleswig-Holstein              | IV     | 14        | --        | |
| 1982/83 | Verbandsliga Schleswig-Holstein              | IV     | 9         | --        | |
| 1983/84 | Verbandsliga Schleswig-Holstein              | IV     | 13        | --        | |
| 1984/85 | Verbandsliga Schleswig-Holstein              | IV     | 12        | --        | |
| 1985/86 | Verbandsliga Schleswig-Holstein              | IV     | 3         | --        | |
| 1986/87 | Verbandsliga Schleswig-Holstein              | IV     | 5         | --        | |
| 1987/88 | Verbandsliga Schleswig-Holstein              | IV     | 4         | --        | |
| 1988/89 | Verbandsliga Schleswig-Holstein              | IV     | 16        | --        | |
| 1989/90 | Landesliga Schleswig-Holstein Süd            | V      | 14        | --        | |
| 1990/91 | Bezirksliga Schleswig-Holstein Süd           | VI     | 13        | --        | |
| 1991/92 | Bezirksliga Schleswig-Holstein Süd           | VI     | 1         | --        | |
| 1992/93 | Landesliga Schleswig-Holstein Süd            | V      | 1         | --        | |
| 1993/94 | Verbandsliga Schleswig-Holstein              | IV     | 5         | --        | |
| 1994/95 | Oberliga Hamburg/Schleswig-Holstein          | IV     | 5         | --        | herinvoering Regionalliga                                                                                      |
| 1995/96 | Oberliga Hamburg/Schleswig-Holstein          | IV     | 10        | --        | |
| 1996/97 | Oberliga Hamburg/Schleswig-Holstein          | IV     | 14        | --        | |
| 1997/98 | Verbandsliga Schleswig-Holstein              | V      | 2         | --        | promotie play-off > Glashütter SV: 0-2 / 4-1 n.v.                                                              |
| 1998/99 | Oberliga Hamburg/Schleswig-Holstein          | IV     | 16        | --        | vrijwillige degradatie                                                                                         |
| 1999/00 | Bezirksliga Schleswig-Holstein Süd (Süd)     | VII    | 8         | --        | |
| 2000/01 | Bezirksliga Schleswig-Holstein Süd (Süd)     | VII    | 10        | --        | |
| 2001/02 | Bezirksliga Schleswig-Holstein Süd (Süd)     | VII    | 6         | --        | |
| 2002/03 | Bezirksliga Schleswig-Holstein Süd (Süd)     | VII    | 3         | --        | |
| 2003/04 | Bezirksliga Schleswig-Holstein Süd (Süd)     | VII    | 1         | --        | |
| 2004/05 | Bezirksoberliga Schleswig-Holstein Süd (Süd) | VI     | 2         | --        | |
| 2005/06 | Bezirksoberliga Schleswig-Holstein Süd (Süd) | VI     | 8         | --        | |
| 2006/07 | Bezirksoberliga Schleswig-Holstein Süd (Süd) | VI     | 4         | --        | |
| 2007/08 | Bezirksoberliga Schleswig-Holstein Süd (Süd) | VI     | 15        | --        | |
| 2008/09 | Kreisliga A-Lübeck/Lauenburg                 | VII    | 4         | --        | |
| 2009/10 | Kreisliga A-Lübeck/Lauenburg                 | VII    | 11        | --        | |
| 2010/11 | Kreisliga A-Lübeck/Lauenburg                 | VII    | 13        | --        | |
| 2011/12 | Kreisliga A-Lübeck                           | VII    | 1         | --        | |
| 2012/13 | Verbandsliga Südost                          | VI     | 13        | --        | |
| 2013/14 | Kreisliga A-Lübeck                           | VII    | 3         | --        | |
| 2014/15 | Kreisliga A-Lübeck                           | VII    | 1         | --        | |
| 2015/16 | Verbandsliga Südost                          | VI     | 13        | --        | |
| 2016/17 | Verbandsliga Südost                          | VI     | 5         | --        | |
| 2017/18 | Landesliga Holstein                          | VI     | 3         | --        | |
| 2018/19 | Landesliga Holstein                          | VI     | 2         | --        | |
| 2019/20 | Oberliga Schleswig-Holstein                  | V      | 2         | --        | kampioen SV Todesfelde heeft geen Regionalliga-licentie aangevraagd                                            |
| 2020/21 | Regionalliga Nord                            | IV     | 3         | --        | Groep Noord; competitie afgebroken i.v.m. coronapandemie; Finalist SHFV-Pokal > SC Weiche Flensburg 08: 1-2 nv |
| 2021/22 | Regionalliga Nord                            | IV     | 11        | --        | 9e Groep Noord                                                                                                 |
| 2022/23 | Regionalliga Nord                            | IV     | 13        | --        | |
| 2023/24 | Regionalliga Nord                            | IV     | 3         | --        | Winnaar SHFV-Pokal > SV Todesfelde: 3-1                                                                        |
| 2024/25 | Regionalliga Nord                            | IV     | 5         | 1e ronde  | > Borussia Dortmund: 1-4                                                                                       |
| 2025/26 | Regionalliga Nord                            | IV     | .         | --        | |